# Rétroviseur photochromatique
Le rétroviseur photochromatique est un type de rétroviseur équipé de capteurs  de luminosité, qui lui permettent de se foncer automatiquement dès que les capteurs perçoivent un rayonnement trop intense (provenant des phares d'autres véhicules ou du Soleil), afin d'éviter l'éblouissement du conducteur.

## Description
Le système se compose de deux capteurs : un capteur mesure la luminosité dans l'habitacle, et l'autre la luminosité venant de l'arrière. Lorsque la différence de luminosité dépasse un certain seuil, le calculateur applique une correction.

## Véhicules équipés
Les voitures suivantes sont équipées de rétroviseurs photochromatiques  : Lancia Delta (2008) et Alfa Romeo Giulietta (2010), Mito (2017), C4 VTS by loeb, Mazda 3 (2009), Hyundai Santa Fé (2010/2012), Saab 9-5 (1ère génération phase 3 2005-2010, NG 2010-2012)